# Carter County (Montana)
Der Carter County ist ein County im Bundesstaat Montana der Vereinigten Staaten. Der Verwaltungssitz (County Seat) ist Ekalaka. Benannt wurde das County nach Thomas Henry Carter, einem US-Senator für Montana.

## Demografische Daten

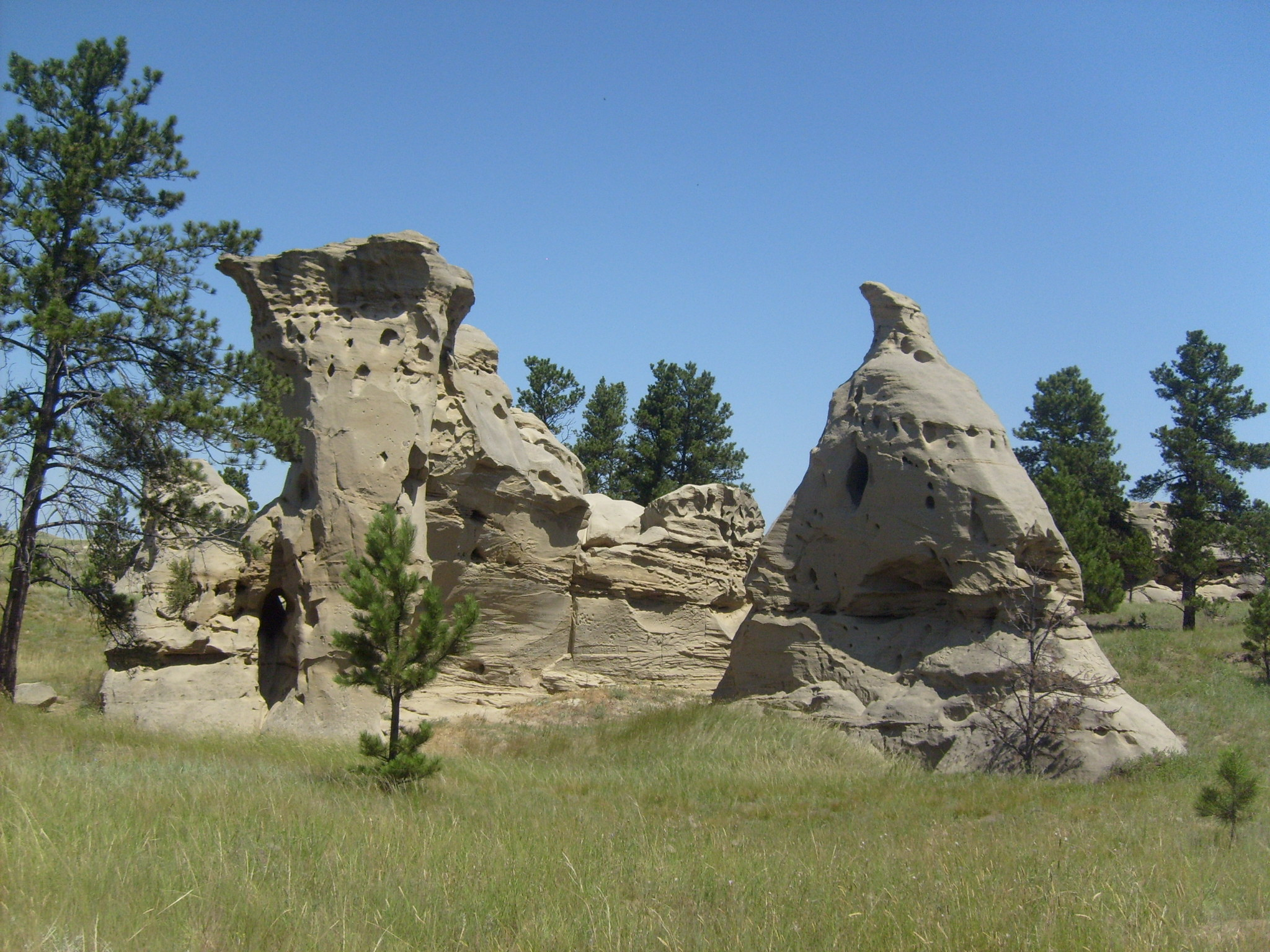
Der Medicine Rocks State Park

Nach der Volkszählung im Jahr 2000 lebten im County 13.150 Menschen. Es gab 5.430 Haushalte und 3.820 Familien. Die Bevölkerungsdichte betrug weniger als 1 Einwohner pro Quadratkilometer. Ethnisch betrachtet setzte sich die Bevölkerung zusammen aus 98,60 % Weißen, 0,07 % Afroamerikanern, 0,37 % amerikanischen Ureinwohnern, 0,15 % Asiaten, 0,00 % Bewohnern aus dem pazifischen Inselraum und 0,29 % aus anderen ethnischen Gruppen; 0,51 % stammten von zwei oder mehr ethnischen Gruppen ab. 0,59 % der Bevölkerung waren spanischer oder lateinamerikanischer Abstammung.
Von den 5.430 Haushalten hatten 30,60 % Kinder und Jugendliche unter 18 Jahre, die bei ihnen lebten. 60,60 % waren verheiratete, zusammenlebende Paare, 7,00 % waren allein erziehende Mütter. 29,50 % waren keine Familien. 27,10 % waren Singlehaushalte und in 14,90 % lebten Menschen im Alter von 65 Jahren oder darüber. Die Durchschnittshaushaltsgröße betrug 2,47 und die durchschnittliche Familiengröße lag bei 2,99 Personen.
Auf das gesamte County bezogen setzte sich die Bevölkerung zusammen aus 26,50 % Einwohnern unter 18 Jahren, 4,10 % zwischen 18 und 24 Jahren, 24,90 % zwischen 25 und 44 Jahren, 26,50 % zwischen 45 und 64 Jahren und 17,90 % waren 65 Jahre alt oder darüber. Das Durchschnittsalter betrug 42 Jahre. Auf 100 weibliche Personen kamen 94,80 männliche Personen, auf 100 Frauen im Alter ab 18 Jahren kamen statistisch 96,70 Männer.
Das jährliche Durchschnittseinkommen eines Haushalts betrug 26.313 USD, das Durchschnittseinkommen der Familien betrug 32.262 USD. Männer hatten ein Durchschnittseinkommen von 21.466 USD, Frauen 15.703 USD. Das Prokopfeinkommen betrug 13.280 USD. 18,10 % der Bevölkerung und 15,90 % der Familien lebten unterhalb der Armutsgrenze. 16,20 % davon waren unter 18 Jahre und 16,40 % waren 65 Jahre oder älter.

## Orte im Carter County
Im Carter County liegt eine Gemeinde, die den Status einer Town besitzt. Zu Statistikzwecken führt das U.S. Census Bureau einen Census-designated places, der dem County unterstellt ist und keine Selbstverwaltung besitzt. Dieser ist wie die Unincorporated Communities gemeindefreies Gebiet.
Town
- Ekalaka

Census-designated places (CDP)
- Alzada

andere Unincorporated Communities
| - Boyes - Capitol - Hammond | - Mill Iron - Ridge |

## Schutzgebiete
- Custer National Forest
- Medicine Rocks State Park